# Donji Hadžići
Donji Hadžići är en ort i Bosnien och Hercegovina.   Den ligger i entiteten Federationen Bosnien och Hercegovina, i den centrala delen av landet, 11 km väster om huvudstaden Sarajevo. Donji Hadžići ligger 557 meter över havet och antalet invånare är 336.
Terrängen runt Donji Hadžići är huvudsakligen kuperad, men söderut är den bergig.Runt Donji Hadžići är det ganska tätbefolkat, med 93 invånare per kvadratkilometer.. Närmaste större samhälle är Sarajevo, 11,4 km öster om Donji Hadžići. 
I omgivningarna runt Donji Hadžići växer i huvudsak blandskog.